# Sidoklass
En sidoklass, biklass eller bimängd är inom gruppteori en mängd element som utmärks av att de kan skrivas som en produkt mellan ett element och en delgrupp.
Eftersom de flesta grupper inte är abelska, så gäller att ordningen i vilken man multiplicerar spelar roll, och varje delgrupp har därmed i allmänhet två olika sidoklasser, kallade vänster- respektive högersidoklass.

## Formell definition
Låt G vara en grupp med gruppmultiplikation * och delgrupp S, och a vara ett element i G. Då är {\displaystyle aS\equiv \{a*b:b\in S\}} och {\displaystyle Sa\equiv \{b*a:b\in S\}} en vänster- respektive högersidoklass till S med avseende på a.

## Egenskaper
Två vänstersidoklasser är antingen identiska eller disjunkta, så mängden av sidoklasser bildar en partition av en grupp G (ett element i G tillhör exakt en sidoklass).
Vänstersidoklasserna kan ses som ekvivalensklasserna som bildas under ekvivalensrelationen x ~ y om och endast om {\displaystyle x^{-1}y\in H}. Motsvarande gäller för högersidoklasserna.
Antalet högersidoklasser är alltid samma som vänstersidoklasserna. Detta tal kallas H:s index i G och betecknas vanligtvis {\displaystyle [G:H]}. Om G och H är ändliga kan man använda Lagranges sats för att komma fram till formeln:
{\displaystyle |G|=[G:H]|H|.\,}
Om aN=Na för alla a i G kallas N en normal delgrupp.